# 磁峰镇
磁峰镇，是中华人民共和国四川省成都市彭州市曾经下辖的一个镇。2019年12月，撤销磁峰镇，将其所属行政区域划归桂花镇管辖。

## 行政区划
磁峰镇撤销前下辖以下地区：
社区、莲花湖社区、小石社区、庙坪社区、潘龙村、石门村、涌华村、花塔村、皇城村、滴水村、鹿坪村和西一村。